# How Bizarre
How Bizarre – piosenka napisana przez Alana Janssona, Pauly’ego Fuemana’ego i nagrana pierwotnie przez nowozelandzki zespół OMC. Singiel z utworem, który promował debiutancki album eponimiczny, wydano w grudniu 1995 roku. Mała płyta znalazła się na szczytach list przebojów w Austrii, Kanadzie, Australii i Nowej Zelandii. Grupa – za sprawą tej piosenki – uznawana jest (m.in. przez redakcję czołowego, nowozelandzkiego serwisu informacyjnego stuff.co.nz) za artystę jednego przeboju. „How Bizarre” jest najlepiej sprzedającym się nowozelandzkim nagraniem wszech czasów.

## Teledysk
Na nagraniu występuje piosenkarz Pauly Fuemana, który siedzi za kierownicą chevroleta impala z 1968 roku. Wideoklip przedstawia muzyka, który tańczy, śpiewa, a także – siedząc w limuzynie z dwiema blondynkami – rozrzuca banknoty. Była do druga wersja teledysku wyreżyserowana przez Lee Bakera, którą opublikowano pod koniec 1995 roku w momencie, gdy „How Bizarre” dotarł do pozycji pierwszej nowozelandzkiego zestawienia Recorded Music NZ. Zdjęcia zrealizowano za sumę 7 tys. dolarów i sfinansowano ze środków NZ on Air; film kręcono na dźwiękowej scenie w Ponsonby (dzielnica Auckland) oraz na torze wyścigowym Ellerslie Racecourse (Auckland). W 1997 i 1998 roku wideoklip pokazywano w amerykańskiej telewizji blisko 15 000 razy. Oprócz Fuemana’ego w teledysku występuje wokalistka wspierająca Sina Saipaia i filipiński mężczyzna o imieniu Hill, który zastąpił Brata Pele.

## Historia wydań
| Kraj              | Data wydania    |
| ----------------- | --------------- |
| Nowa Zelandia     | 15 grudnia 1995 |
| Europa            | lipiec 1996     |
| Stany Zjednoczone | luty 1997       |

## Odbiór
W 1996 roku piosenka zdobyła nagrodę w kategorii „Single of the Year” podczas ceremonii New Zealand Music Awards. W 2002 roku, na antenie amerykańskiego kanału muzycznego VH1 ogłoszono listę 100 najlepszych przebojów artystów jednego przeboju wszech czasów, na której utwór nowozelandzkiego wykonawcy znalazł się na 71. miejscu.
Piosenka pojawiła się w filmach Palmetto (1998) i Nie wierzcie bliźniaczkom (1998).

### Listy przebojów
| Kraj              | Lista                          | Pozycja |
| ----------------- | ------------------------------ | ------- |
| Australia         | ARIA                           | 1       |
| Austria           | Ö3 Austria Top 40              | 1       |
| Belgia            | Ultratop 50 Singles (Flandria) | 14      |
| Belgia            | Ultratop 50 Singles (Walonia)  | 32      |
| Kanada            | RPM                            | 1       |
| Francja           | SNEP                           | 16      |
| Niemcy            | GfK Entertainment              | 2       |
| Irlandia          | IRMA                           | 1       |
| Holandia          | Dutch Top 40                   | 11      |
| Nowa Zelandia     | Recorded Music NZ              | 1       |
| Norwegia          | VG-lista                       | 11      |
| Szwecja           | Sverigetopplistan              | 4       |
| Szwajcaria        | Schweizer Hitparade            | 4       |
| Wielka Brytania   | Official Singles Chart Top 100 | 5       |
| Stany Zjednoczone | Billboard Hot 100 Airplay      | 4       |